# Жданівка (Брянська область)
Жданівка (рос. Ждановка) — присілок у Брасовському районі Брянської області Росії. Входить до складу муніципального утворення Добриковське сільське поселення.
Населення — 5 осіб.

## Історія
Розташоване на території Сіверщини.
Згадується з XVIII століття (спочатку також називався Кретівка, в XIX столітті — Богданівка).
У 1778—1782 рр. входив до Луганського повіту; з 1782 по 1928 рр. — Дмитрівського повіті Орловської губернії (з 1861 — у складі Хотіївської волості, з 1923 — Глодневської волості).
Колишнє володіння Сафонова, пізніше Язикових. Належав до парафії села Ліски, пізніше — села Кретова.
З 1929 року у складі Брасовського району. З 1920-х рр. до 1954 року адміністративно підпорядковувався Кретівській сільраді, у 1954—2005 Хотіївській сільраді.

## Населення
За найновішими даними, населення — 5 осіб (2013).
У минулому чисельність мешканців була такою:
| Роки      | 1866 | 1897 | 1920 | 1979 | 1989 | 2002 | 2010 |
| --------- | ---- | ---- | ---- | ---- | ---- | ---- | ---- |
| Населення | 358  | 586  | 675  | 167  | 82   | 35   | 5    |